# Platja de Sant Lluís
La platja de Sant Lluís és una petita platja natural del municipi de Cadaqués (Alt Empordà) situada a la badia de Guillola, entre la platja d'en Noues i la platja de Guillola, a uns tres quilòmetres de la població, al Parc Natural del Cap de Creus. Orientada al sud sud-est, és una platja encaixonada i arrecerada del vent. Té una longitud de 14 m i una amplada de 8 m, formada per còdols i grans blocs de pedra. S'hi accedeix per un corriol des de la platja de Guillola, amb unes escales al tram final. És apta per a la pràctica del nudisme.